# Telogen effluvium
Per Telogen effluvium in campo medico si intende una caduta di capelli molto intensa senza che compaiano chiazze glabre, tali manifestazioni risultano molto comuni.
Un tipico caso si vede dopo una gravidanza per via della cessazione dell'effetto protettivo degli estrogeni.

## Tipologia
Esistono due forme:
- Telogen effluvium acuto: la caduta è improvvisa e violenta, la sua durata si attesta sui tre mesi, successivamente si ha una ricrescita che può essere parziale, ma anche totale.

- Telogen effluvium cronico: la durata è molto maggiore e non guarisce col tempo, formando zone di diradamento  [1]

## Sintomatologia
L'unico segno clinico è il conteggio dei capelli caduti dopo un lavaggio (superiori a 100).

## Eziologia
Le cause possono essere molteplici associate ad un arresto delle mitosi pilari, dove dalla sincronizzazione dei cicli si riesce a comprendere quanto sia grave l'evento e di conseguenza quanti capelli perderà il soggetto.
Altre cause sono trauma, chemioterapia, operazioni subite e stress, carenze o eccesso di ormoni tiroidei (ipotiroidismo o ipertiroidismo), ipervitaminosi da vitamina A, carenze proteiche nutrizionali, stress ossidativo (esempio nella dermatite seborroica), anemia sideropenica (da carenza di ferro) e carenza di oligoelementi (selenio, zinco etc.).

## Terapie
Mentre nella forma acuta basta rassicurare la persona che recupererà i capelli perduti, nella forma cronica la terapia consiste nella somministrazione di corticosteroidi come ad esempio il prednisone (dose massima 0.25 mg/kg al giorno). Se invece vi è una malattia associata si deve curare prima quest'ultima.